# Віка
Віка (рум. Vica) — село у повіті Хунедоара в Румунії. Входить до складу комуни Гурасада.
Село розташоване на відстані 325 км на північний захід від Бухареста, 29 км на північний захід від Деви, 117 км на південний захід від Клуж-Напоки, 107 км на схід від Тімішоари.

## Населення
За даними перепису населення 2002 року у селі проживали 63 особи, усі — румуни. Усі жителі села рідною мовою назвали румунську.